# Lagrezia
Lagrezia es un género de  fanerógamas  perteneciente a la familia Amaranthaceae.  Comprende 21 especies descritas y de estas, 5 son sinónimos y las demás están pendientes de ser  aceptadas.

## Taxonomía
El género fue descrito por Alfred Moquin-Tandon y publicado en Prodromus Systematis Naturalis Regni Vegetabilis 13(2): 233, 252. 1849. La especie tipo es: Lagrezia madagascariensis (Poir.) Moq. 

## Especies
- Lagrezia altissima Moq.
- Lagrezia ambrensis Cavaco
- Lagrezia angustifolia (Schinz) Schinz
- Lagrezia comorensis Cavaco
- Lagrezia decaryana Cavaco
- Lagrezia humbertii Cavaco
- Lagrezia linearifolia Cavaco
- Lagrezia minutiflora Schinz
- Lagrezia obcordata Schinz
- Lagrezia oligomeroides (C.H.Wright) Fosberg
- Lagrezia paniculata Cavaco
- Lagrezia perrieri Cavaco
- Lagrezia spathulata (Bojer) Schinz
- Lagrezia spicata (Spreng.) Schinz
- Lagrezia suessengutbii Cavaco